# قلعة سبها

قلعة سبها

قلعة سبها هي حصن منيع يقع في جنوب شرق مدينة سبها في جنوب شرق ليبيا، وتقع فوق تل بارز وتشاهد من جميع الجهات ولها تاريخ حافل بالجهاد ضد الاحتلال. شيدت القلعة على انقاض قصر قديم يعود تاريخه لأكثر من 2500 عام، ويرجح أنه يعود إلى حقبة الجرمنت، ووقام بإعادة بنائها أحمد بن هويدي الخرماني (الذي يعتبر من أحفاد الجرمنتيين) بين عامي 1622م و1626م.
تُعرف أيضاً بقلعة الينا  Elena Castle وهي القلعة التي وضعت علي عملة «العشرة دينار ليبي» وكانت تعرف سابقاً أيضاً باسم حصن فورتيزا مارغريتا Fortezza Margherita وقد أعيد بناء هذه القلعة إبان الاحتلال الإيطالي في ليبيا.